# Dominique Brabant
Pour les articles homonymes, voir Brabant.
 (novembre 2024).
 (juin 2021).
 (novembre 2024).
Il peut être nécessaire de l'améliorer pour respecter le principe de neutralité de point de vue. 

 (juin 2021).
La mise en forme du texte ne suit pas les recommandations de Wikipédia : il faut le « wikifier ».
Les points d'amélioration suivants sont les cas les plus fréquents :
- Les titres sont pré-formatés par le logiciel. Ils ne sont ni en capitales, ni en gras.
- Le texte ne doit pas être écrit en capitales (les noms de famille non plus), ni en gras, ni en italique, ni en « petit »…
- Le gras n'est utilisé que pour surligner le titre de l'article dans l'introduction, une seule fois.
- L'italique est rarement utilisé : mots en langue étrangère, titres d'œuvres, noms de bateaux, etc.
- Les citations ne sont pas en italique mais en corps de texte normal. Elles sont entourées par des guillemets français : « et ».
- Les listes à puces sont à éviter, des paragraphes rédigés étant largement préférés. Les tableaux sont à réserver à la présentation de données structurées (résultats, etc.).
- Les appels de note de bas de page (petits chiffres en exposant, introduits par l'outil «  Source ») sont à placer entre la fin de phrase et le point final[comme ça].
- Les liens internes (vers d'autres articles de Wikipédia) sont à choisir avec parcimonie. Créez des liens vers des articles approfondissant le sujet. Les termes génériques sans rapport avec le sujet sont à éviter, ainsi que les répétitions de liens vers un même terme.
- Les liens externes sont à placer uniquement dans une section « Liens externes », à la fin de l'article. Ces liens sont à choisir avec parcimonie suivant les règles définies. Si un lien sert de source à l'article, son insertion dans le texte est à faire par les notes de bas de page.
- La présentation des références doit suivre les conventions bibliographiques. Il est recommandé d'utiliser les modèles {{Ouvrage}}, {{Chapitre}}, {{Article}}, {{Lien web}} et/ou {{Bibliographie}}. Le mode d'édition visuel peut mettre en forme automatiquement les références.
- Insérer une infobox (cadre d'informations à droite) n'est pas obligatoire pour parachever la mise en page.

Pour une aide détaillée, merci de consulter Aide:Wikification.
Si vous pensez que ces points ont été résolus, vous pouvez retirer ce bandeau et améliorer la mise en forme d'un autre article.
Dominique Brabant, né le 22 juillet 1948, à Trouville-sur-Mer et mort le 4 avril 2024 à Paris, est un cinéaste et directeur de la photographie français. 

## Biographie

### Jeunesse et étude
Ses parents sont cinéastes, Charles Brabant, réalisateur et Huguette Brabant, monteuse.
Dès l’âge de 15 ans il fréquente les salles de cinémas du quartier latin.
Il dirige le ciné-club de la maison de jeunes Maurice Ravel de 1965 à 1968.
Autodidacte, il développe ses connaissances techniques et artistiques.
Auditeur libre de la chaire du professeur André Didier, (chaire de Physique Appliquée à la Reproduction des Sons & Images) au Conservatoire national des arts et métiers (CNAM), il étudie les techniques d’enregistrement, de reproduction et de diffusion des sons et des images.

### Carrière

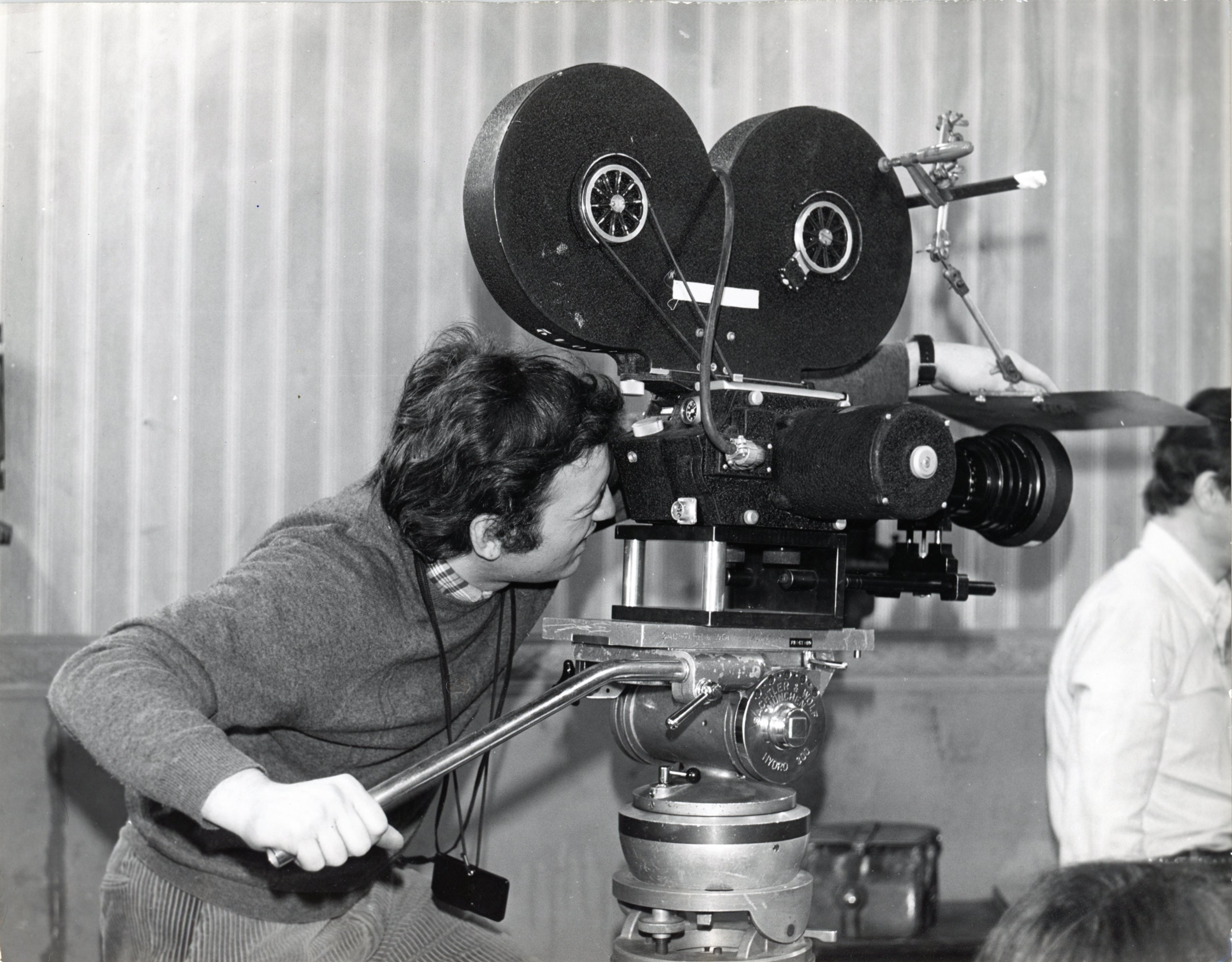
D. Brabant, tournage du Seuil du Vide de J.F Davy, 1971

Il devient opérateur de prises de vue grâce au GREC (Groupe de recherches et d'essais cinématographiques).
Il rencontre à 22 ans Jean-François Davy qui lui confie la direction de la photographie de son film : « Le Seuil du vide » (1971).
Il fait son service militaire à l’ECPA (service cinéma des armées) au Fort d’Ivry en 1972-73. À la sortie, il est assistant des directeurs de la photographie : Ghislain Cloquet, Willy Kurant, et Jean-Jacques Rochut, André Neau.
À partir de 1973, il assure la prise de vue de nombreux films d’entreprise avec Edouard Berne, Jacques Saurel et Frédéric Létang, etc … et de documentaires de télévision, pour le magazine Vendredi, ou Ciné-Regards par exemple, avec François Chardeaux, Jacques Fansten, ou Jacques Renard… 
En 1978, il poursuit sur des oeuvres de fiction. À partir de 1984, il tourne aussi en vidéo, de nombreux clips et des émissions de télévision comme Les enfants du Rock, Haute tension, Saga, Les sorciers de l’écran, avec Mathias Ledoux, ou Stéphane Techner.

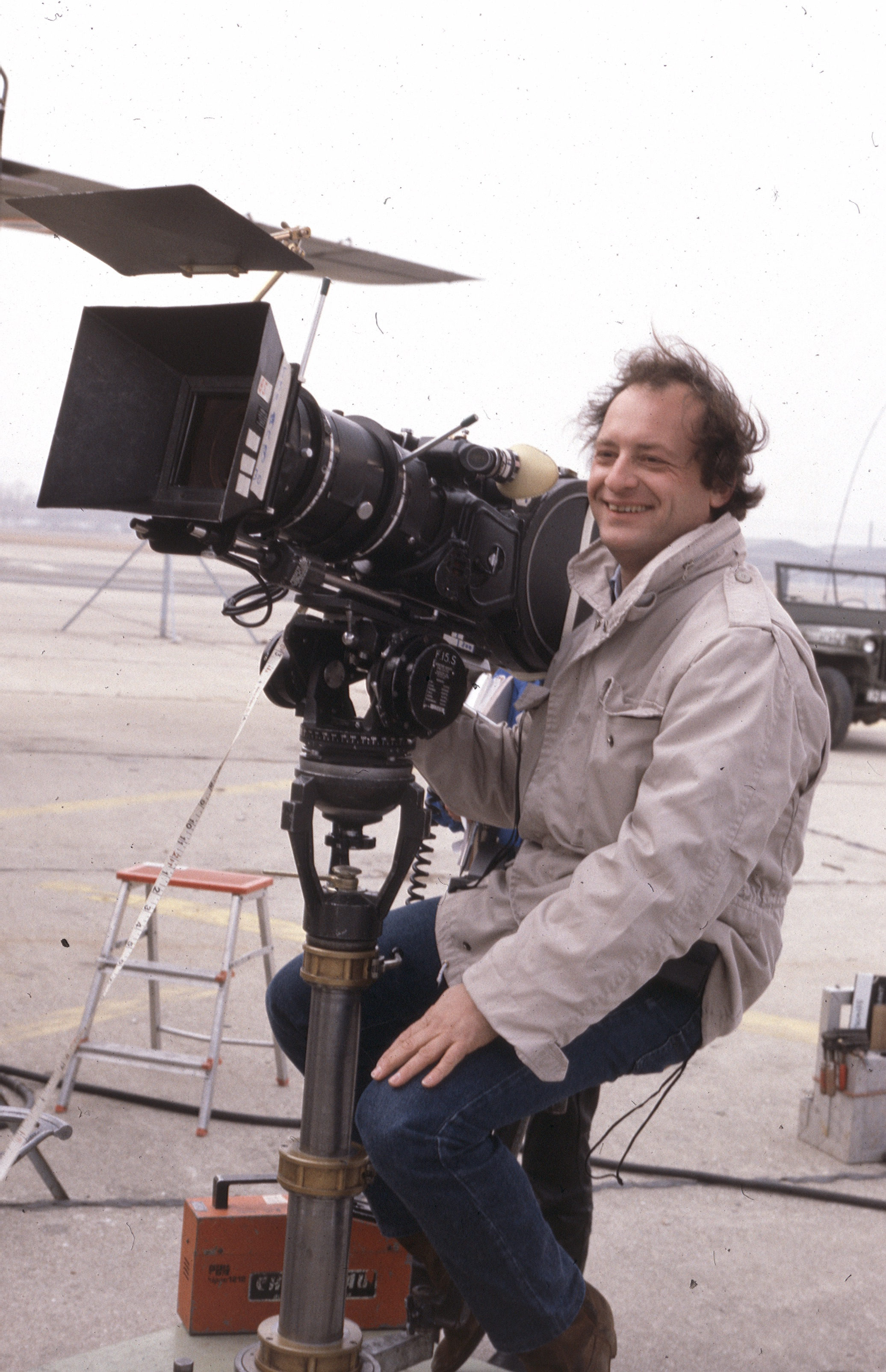
D. Brabant, tournage de la Course à la bombe, de J.F Delassus, 1986

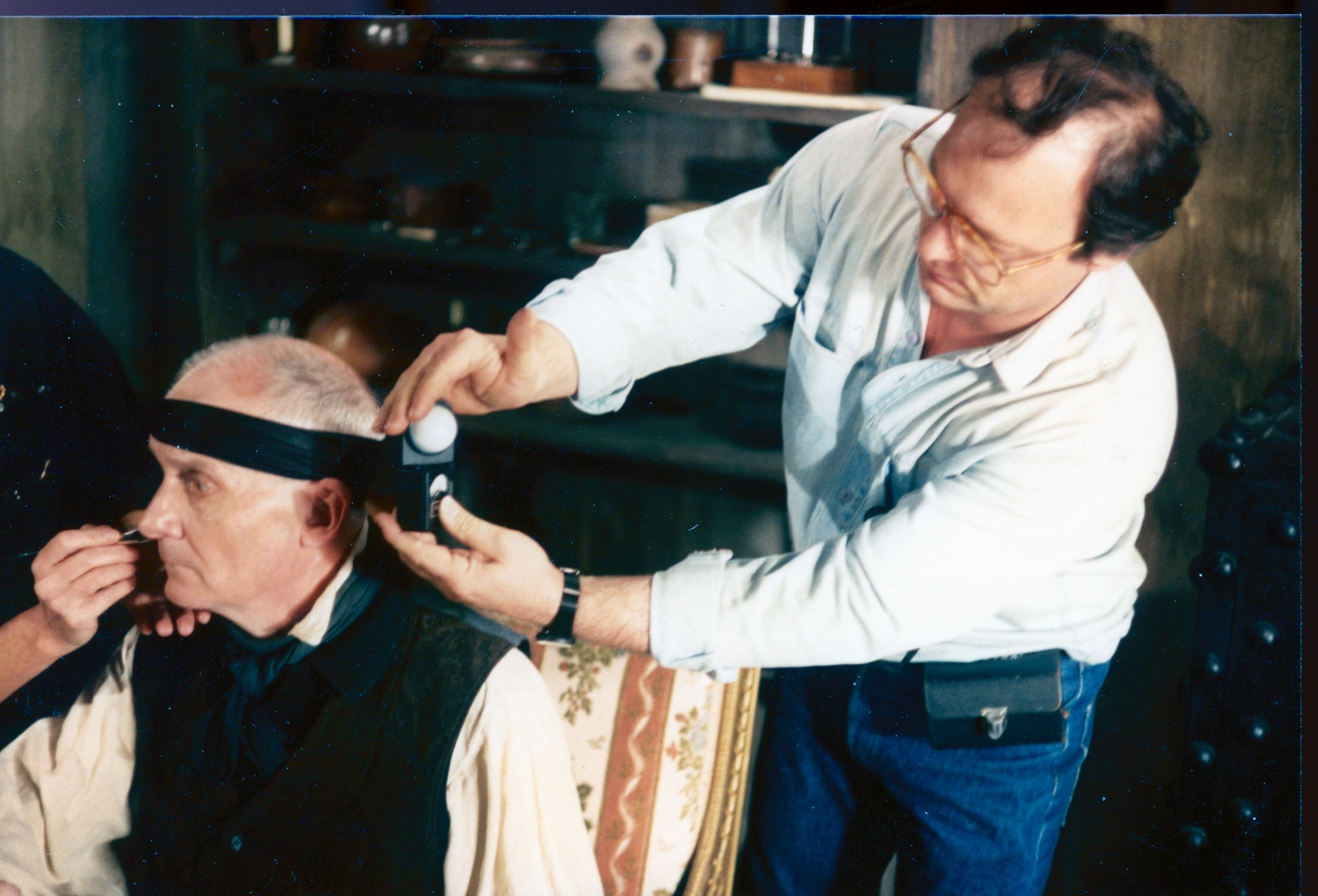
D. Brabant,et M. Bouquet, tournage des Nuits révolutionnaires de C. Brabant (1988)

Jusqu’en 2013, il tourne près de 70 œuvres de fiction comme directeur de la photographie pour la télévision et le cinéma avec, notamment La course à la bombe de J.F Delassus (1987), Les années sandwiches de Pierre Boutron (1988) ou Les Nuits révolutionnaires de Charles Brabant (1989).

## Engagements
Il adhère au syndicat des techniciens du cinéma de la rue de Trétaigne (SNTPCT) jusqu’en 1978, à la suite d'une scission contre le corporatisme du SNTPCT bloquant l’accès à la carte professionnelle Cinéma aux techniciens de télévision. Il rejoint alors le nouveau syndicat des techniciens CGT de la rue des Lilas.
Il représente le syndicat CGT auprès de différentes commissions du CNC, en 1990, comme membre de la CST (Commission Supérieure Technique de l’Image et du Son), en 1991, comme membre de la Commission Supérieure Technique, de 1999 à 2003, comme membre de la commission de dérogation CIP.
De 1999 à 2003, il devient responsable du département Prise de Vues de la CST,et de 2002 à 2003, il est membre du conseil d’administration. 
Il est membre de l’Académie des Césars depuis 1988.

Depuis 2013, il participe activement à la préservation et à l’édition dvd des œuvres cinématographiques et télévisuelles de son père Charles Brabant, avec Les Editions René Château, Doriane Films, Studio Canal.

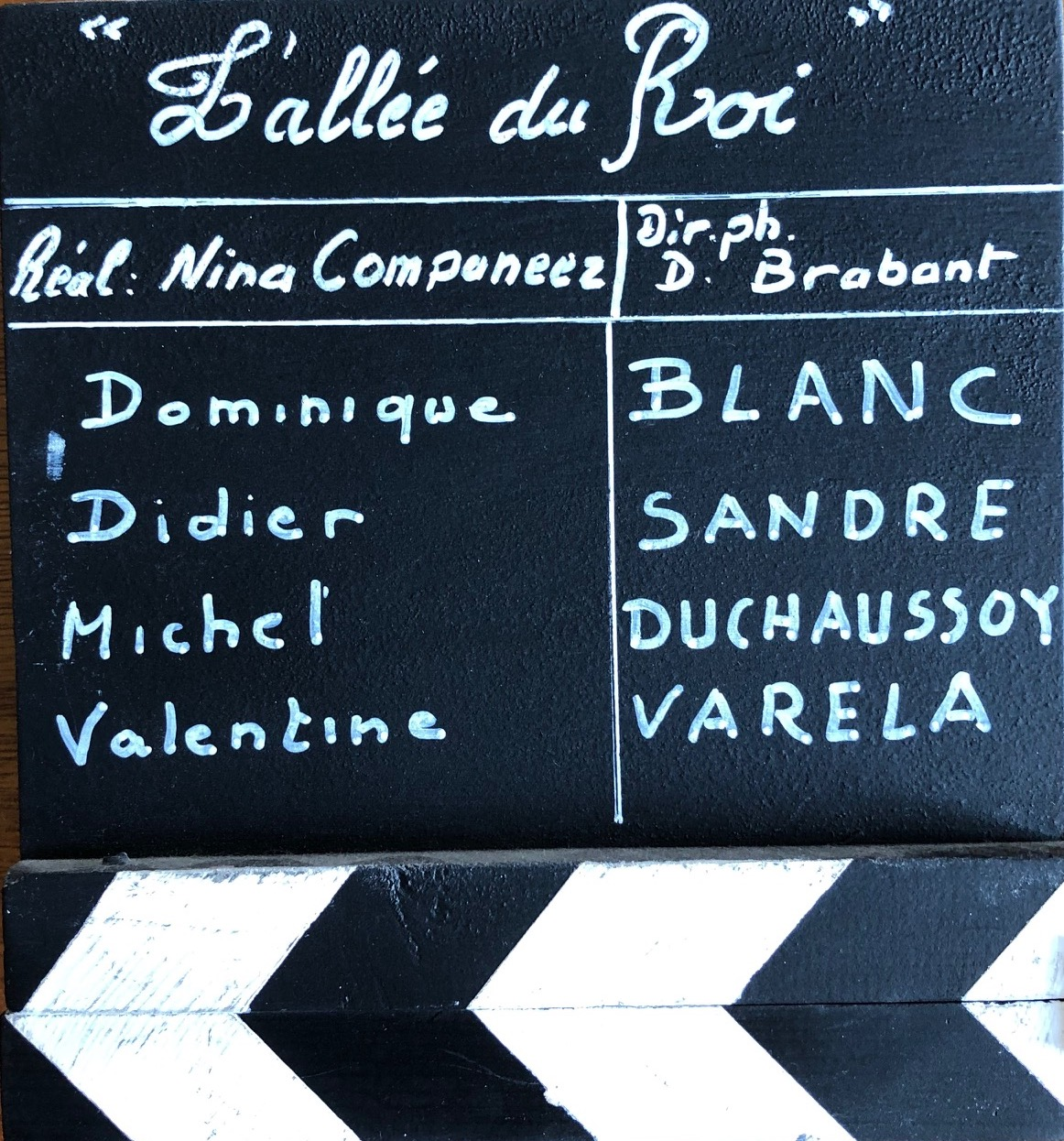

## Filmographie
(juin 2021).

### Courts métrages
- La dame du petit matin de Marcel Cloots
- Cinna de Michel Caputo
- La femme endormie de Michel Caputo
- 1972 : Les bas d'Agnès de Jacques Gurfinkel
- Laura bis de Reynold Ismard
- Epitaphe de Claude Guibert
- Roumi!  de Férid Boughedir
- Le questionnaire de Cyril Chardon
- Samedi dimanche de Jacques Gurfinkel
- Petite terre de Cyril Chardon
- 1984 : Peut-être la mer de Rachid Bouchared
- Lad de Patrick Jan
- Bercy Villages de François Chardeaux
- La légende inachevée de Robert Faurous-Palacio
- 1985 : Le maitre-chanteur de Mathias Ledoux
- La Ville Tentaculaire d'Ange CastaA
- Le Rêve d'Athanase de Catherine Beuve-Méry
- La Pièce de Charlotte Brabant

### Cinéma
- 1971 : Le seuil du vide de J-F Davy
- 1975 : Les sages et les fous (Julie était belle) de Jacques Saurel
- 1976 : Qu'il est joli garçon l'assassin de papa de Michel Caputo
- 1985 : Joy et Joan de Jacques Saurel
- 1987 : Les années-sandwiches de Pierre Boutron

### Documentaires TV
- 1977-1978 : Magazine VENDREDI
- 1980 : Ciné-Regards
- 1977 : Dialogue avec Paul Cézanne de Charles Brabant
- 1984 : Les Tritouts récupèrent de Pascal Goethals
- 1992 : Les Enfants du Vel' d'Hiv de Maurice Frydland
- Les enfants du rock de Mathias Ledoux et Stéphane Techner
- Haute tension de Mathias Ledoux et Stéphane Techner
- Rock line de Mathias Ledoux et Stéphane Techner
- SAGA de Mathias Ledoux et Stéphane Techner
- Ni vu ni connu de Mathias Ledoux et Stéphane Techner

### Fictions TV
- 1978 : Le voyage du hollandais de Charles Brabant
- 1984 : Le loufiat de Michel Boisrond
- 1986 : La course à la bombe de J-F Delassus et Allan Eastman
- 1988 : Les nuits révolutionnaires de Charles Brabant
- 1990 : La Venus à Lulu de Daniel Losset
- 1991 : Voices in the garden de Pierre Boutron
- 1992 : Graine de révolte de Christian Faure
- 1993 : Le bâtard de Pierre Boutron
- 1993 : Les brouches d'Alain Tasma
- 1993 : Le paradis absolument de Patrick Volson
- 1994 : Des enfants dans les arbres de Pierre Boutron
- 1995 : L’Allée du Roy de Nina Companeez
- 1996 : J'ai rendez-vous avec vous de Laurent Heynemann
- 1996 : Sapho de Serge Moati
- 1996 : L’amour en sursis de Maurice Frydland
- 1997 : Les moissons de l'océan de François Luciani
- 1999 : La bascule à deux de Thierry Chabert
- 2000 : Un pique-nique chez Osiris de Nina Companeez
- 2000 : Les déracinés de Jacques RENARD
- 2001 : Basilic instinct (Un potager pour deux) d'Elisabeth Rappeneau
- 2001 : Mademoiselle Else de Pierre Boutron
- 2002 : La bête du Gévaudan de Patrick Volson
- 2003 : Blandine, l'insoumise de Claude D’Anna
- 2006 : L’enfant au cœur de l'école de Daniel Losset
- 2007 : Voici venir l'orage de Nina Companeez
- 2008 : Une histoire à ma fille de Chantal Picault
- 2009 : Famille décomposée de Claude d’Anna
- 2010 : A la recherche du temps perdu de Nina Companeez
- 2013 : Le général du roi de Nina Companeez

## Distinctions
- 1987 : nomination au prix de la "Meilleure photographie" au festival Les Gémeaux de MONTRÉAL pour le film : La Course à la Bombe.
- 1996 : Sept d’Or de la meilleure photographie pour le film : l’ Allée du Roy